# خوزه کاریلو
خوزه کاریلو (انگلیسی: José Carrillo؛ زادهٔ ۴ مارس ۱۹۹۵) بازیکن فوتبال اهل اسپانیا است.